# 勃氏麗鱂
勃氏麗鱂，為輻鰭魚綱鯉齒目鰕鱂亞目鰕鱂科的其中一種，為熱帶淡水魚，被IUCN列為瀕危保育類動物，分布於非洲獅子山及賴比瑞亞淡水流域，體長可達6公分，棲息在雨林覆蓋的溪流、沼澤底中層水域，生活習性不明，可作為觀賞魚。

## 擴展閱讀
維基物種上的相關：勃氏麗鱂
1. ↑  Bousso, T. & Lalèyè, P. . The IUCN Red List of Threatened Species 2010.   [2018-07-18].